# Inazuma Eleven (videojuego)
Inazuma Eleven (イナズマイレブン Inazuma Irebun?, Los once relámpagos) es un videojuego de rol y deportes desarrollado y publicado por Level-5. Fue lanzado para la consola Nintendo DS el 22 de agosto de 2008 en Japón y el 28 de enero de 2011 en Europa, distribuido por Nintendo.
Su éxito provocó la secuela: Inazuma Eleven 2: Tormenta de Fuego y Ventisca Eterna.

## Argumento
La historia se centra en el club de fútbol del Instituto Raimon, situado en la región de Kanto, en Japón. El personaje principal es Mark Evans, capitán y portero del club. El objetivo del videojuego será crear un verdadero club, ampliándolo de 6 miembros a más de 11, para poder participar en el torneo Fútbol Frontier que decidirá el mejor equipo de fútbol juvenil del país.

## Equipos
Durante la aventura, diversos equipos serán encontrados y/o enfrentados:
- Instituto Raimon (Equipo protagonista)
- Royal Academy (Equipo rival principal)
- Inazuma Kids FC
- Instituto Occult
- Instituto Umbrella
- Instituto Wild
- Instituto Brain
- Sallys
- Instituto Otaku
- Veteranos / Inazuma Eleven
- Instituto Shuriken
- Instituto Farm
- Instituto Kirkwood
- Instituto Zeus

## Medios relacionados

### Manga y anime
El éxito de los videojuegos permitió la adaptación de su trama a un manga (Inazuma Eleven (manga)) publicado en la revista CoroCoro Comic desde mediados del año 2008; mientras que en agosto de ese mismo año comenzó a emitirse una adaptación en anime producido por Oriental Light and Magic y distribuido en Europa por Arait Multimedia S.A., ambas bajo el mismo nombre, pero que difieren un poco respecto al argumento y diseño de personajes del videojuego. La primera serie animada, titulada 'Inazuma Eleven', consta de 127 episodios, los 26 primeros correspondientes a este videojuego, los 101 restantes a sus dos secuelas. 